# Liste von Güterwagen der Schweizerischen Nordostbahn
|  | Diese Liste ist nicht vollständig. Ergänzungen sind herzlich willkommen. |

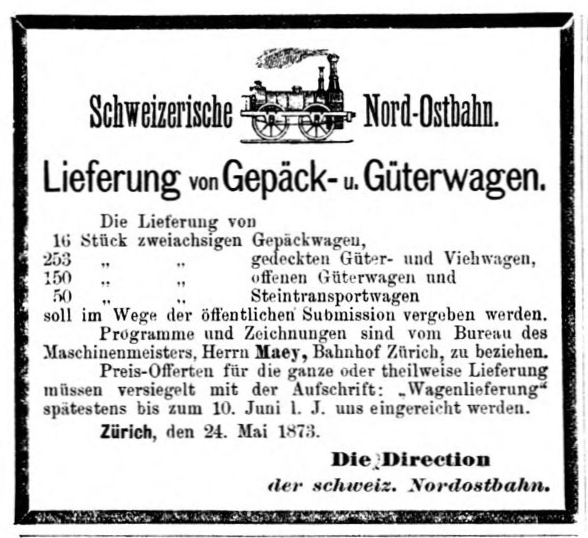
Ausschreibung für Güterwagen aus dem Jahr 1873

Die Liste von Güterwagen der Schweizerischen Nordostbahn ist eine Zusammenstellung der von der Schweizerischen Nordostbahn (NOB) beschafften und bei ihr zum Einsatz gekommenen bahneigenen Güterwagen sowie der Privatwagen.

## Historische Entwicklung des Güterwagenbestandes
Zur Eröffnung 1853 besass die NOB neun Güterwagen. Bei der Übernahme durch die Schweizerischen Bundesbahnen (SBB) 1902 waren es 3379.
| Jahr   | 1855 | 1860 | 1865 | 1870 | 1875 | 1880 | 1885 | 1890 | 1895 | 1900 |
| ------ | ---- | ---- | ---- | ---- | ---- | ---- | ---- | ---- | ---- | ---- |
| Anzahl | 130  | 401  | 714  | 994  | 1969 | 2522 | 2432 | 2352 | 2902 | 3384 |

## Farbgebung und Beschriftung
Güterwagen waren in der Regel grau gestrichen und hatten eine weisse Beschriftung die rot/schwarz schattiert war. Eilgutwagen mit Luftbremse und Dampfleitung waren rot mit weisser Aufschrift, und Bierwagen waren weiss mit roter Beschriftung. Als Eigentumsmerkmal trugen alle Wagen das Kürzel «N.O.B.», später «N O B» auf den Wagenseiten und zusätzlich an den Langträgern.

## Gattungszeichen
Zur Unterscheidung unterschiedlicher Bauserien des gleichen Grundtyps (offener Wagen usw.), wurden hochgestellte Ziffern oder Buchstaben verwendet. Die Ziffern bezogen sich auf unterschiedliches Ladegewicht, die Buchstaben auf die Verwendungsfähigkeit.
| Gattungszeichen | Wagenart                                             | Unterteilung                                  |
| --------------- | ---------------------------------------------------- | --------------------------------------------- |
| G               | Gedeckte Güterwagen                                  | Mit Luftbremse und Dampfleitung (Eilgutwagen) |
| J               | Offene Güterwagen                                    | Mit Luftbremse und Dampfleitung (Eilgutwagen) |
| K               | Gedeckte Güter- und Viehwagen                        |                                               |
| L               | Offene Güterwagen                                    | Wände/Borden höher als 60 cm                  |
| M               | Niederbord- und Flachwagen (Steintransportwagen)     | Wände/Borden maximal 60 cm hoch               |
| N               | Drehschemelwagen (Langholzwagen)                     |                                               |
| O               | Spezialwagen (z. B. Zisternenwagen, Bierwagen u. a.) |                                               |
| S               | Schotterwagen                                        |                                               |

## Datenlage
Da es keinerlei öffentlich zugängliche erhaltene Wagenstandsverzeichnisse oder Musterblattsammlungen der NOB gibt, stammen die in der Liste enthaltenen Daten – soweit nicht anders vermerkt – aus der Archiv-Datenbank der Stiftung Historisches Erbe der SBB und Katalogen der Schweizerischen Industrie-Gesellschaft.

## Liste

### Offene Güterwagen
| Gattung | Baujahr  | Hersteller         | Stück- zahl | Wagen- nummern | SBB-Nummern ab 1902 | LüP in mm | Radstand in mm | Leer- masse | Lade- masse | Bild | Anmerkungen                    |
| ------- | -------- | ------------------ | ----------- | -------------- | ------------------- | --------- | -------------- | ----------- | ----------- | ---- | ------------------------------ |
| L1      | vor 1900 | Baume & Marpent    |             | 6803 + ...     |                     |           |                |             | 10 t        |      | Bordwandhöhe 1300 mm           |
| LR1     | 1884     | SIG                | 20          | 7001–7020      |                     | 9700      | 4800           | 7,3 t       | 12,5        |      | Wagen 7488, Bj. 1870, erhalten |
| LR1     | 1888     | SIG                | 20          | 7031–7050      | 52031–52050         | 9700      | 4800           | 7,3 t       | 12,5        |      | Wagen 7488, Bj. 1870, erhalten |
| LR1     | 1890/91  | SIG                | 30          | 7061–7090      |                     | 9700      | 4800           | 7,3 t       | 12,5        |      | Wagen 7488, Bj. 1870, erhalten |
| LR1     | 1892/94  | Nicaise et Delcuve | 40          | 7091–7130      |                     | 9700      | 4800           | 7,3 t       | 12,5        |      | Wagen 7488, Bj. 1870, erhalten |
| LR2     | 1898     | SIG                | 20          | 7131–7150      | 52271–52290         | 10000     | 5000           |             |             |      |                                |

### Gedeckte Güterwagen
| Gattung | Baujahr | Hersteller         | Stück- zahl | Wagen- nummern | SBB-Nummern ab 1902 | LüP in mm | Radstand in mm | Leer- masse | Lade- masse | Bild | Anmerkungen |
| ------- | ------- | ------------------ | ----------- | -------------- | ------------------- | --------- | -------------- | ----------- | ----------- | ---- | ----------- |
| K1      | ab 1877 |                    | 79          | 4657–4735      |                     |           |                |             |             |      |             |
| KR1     | 1888    | SIG                | 40          | 5001–5040      | 30401–30440         | 8200      | 4000           |             |             |      |             |
| KR1     | 1892/94 | Nicaise et Delcuve | 290         | 5051–5340      |                     | 8200      | 4000           |             |             |      |             |
| GR1     | 1890    | SIG                | 14          | 2307–2320      | 35401–35414         | 8300      | 4000           | 8,3 t       | 12,5 t      |      |             |
| GR1     | 1894    | Baume & Marpent    | 60          | 2361–2420      |                     | 8300      | 4000           | 8,3 t       | 12,5 t      |      |             |
| GR1     | 1895/96 | Ateliers Germain   | 50          | 2421–2470      |                     | 8300      | 4000           | 8,3 t       | 12,5 t      |      |             |

### Steintransportwagen
| Gattung       | Baujahr | Hersteller    | Stück- zahl | Wagen- nummern              | SBB-Nummern ab 1902 | LüP in mm | Radstand in mm | Leer- masse | Lade- masse | Bild | Anmerkungen                                                                  |
| ------------- | ------- | ------------- | ----------- | --------------------------- | ------------------- | --------- | -------------- | ----------- | ----------- | ---- | ---------------------------------------------------------------------------- |
| SS später: M3 | 1872–73 | Mf. Kirchheim | 50          | 1674–1723 später: 8001–8050 | 60001–60100         | 7360      | 3450           |             | 5,4 t       |      | Ein Wagen ist erhalten und im Besitz der Historischen Eisenbahn Gesellschaft |
| M3            | 1894–96 | La Buire      | 50          | 8051–8100                   | 60001–60100         | 7360      | 3450           |             | 5,4 t       |      | Ein Wagen ist erhalten und im Besitz der Historischen Eisenbahn Gesellschaft |
| MR2           | 1891/92 | Ragheno       | 49          | 8202–8250                   |                     | 10000     | 5000           |             |             |      |                                                                              |
| MR2           | 1892/94 | N&D           | 30          | 8251–8280                   |                     | 10000     | 5000           |             |             |      |                                                                              |
| MR2           | 1898    | SIG           | 30          | 8501–8530                   | 63401–63430         | 10000     | 5000           |             |             |      |                                                                              |

### Spezial-Plattformwagen
| Gattung | Baujahr | Hersteller | Stück- zahl | Wagen- nummern | SBB-Nummern ab 1902 | LüP in mm | Radstand in mm | Leer- masse | Lade- masse | Bild | Anmerkungen |
| ------- | ------- | ---------- | ----------- | -------------- | ------------------- | --------- | -------------- | ----------- | ----------- | ---- | ----------- |
| OR2     | 1893    |            | 2           | 2921–2922      |                     |           |                |             | 30 t        |      | 3-achsig    |

### Spezial-Flachwagen
| Gattung | Baujahr | Hersteller             | Stück- zahl | Wagen- nummern | SBB-Nummern ab 1902 | LüP in mm | Radstand in mm | Leer- masse | Lade- masse | Bild | Anmerkungen |
| ------- | ------- | ---------------------- | ----------- | -------------- | ------------------- | --------- | -------------- | ----------- | ----------- | ---- | ----------- |
| ?       | 1869    | Bahneigene Werkstätten | 1           |                |                     | 8040      | 4020           | 12,1 t      | 40 t        |      | [ 8 ]       |

Dieser Wagen war komplett aus Eisen und wurde vom damaligen Maschinenmeister Heinrich Maey entworfen und für den Transport von Kesseln in den eigenen Werkstätten verwendet.

## Private Güterwagen für besondere Zwecke

### Zisternenwagen
| Gattung | Baujahr | Hersteller | Stück- zahl | Wagen- nummern | SBB-Nummern ab 1902 | LüP in mm | Radstand in mm | Leer- masse | Lade- masse | Bild | Anmerkungen                                     |
| ------- | ------- | ---------- | ----------- | -------------- | ------------------- | --------- | -------------- | ----------- | ----------- | ---- | ----------------------------------------------- |
| O       | 1869    | ?          | 3           | 2902–2904      |                     |           |                |             |             |      | Erste Kesselwagen der Schweiz, Eigentum der NOB |
| O       | 1886    | SIG        | 1           | 2702           |                     | 7300      | 3400           |             |             |      | Konsumverein Zürich                             |
| O       | 1891    | SIG        | 2           | 2809–2810      |                     | 7290      | 3400           | 8,14 t      | 10 t        |      | Gebr. Schnorf, Uetikon 6250 l 2809 erhalten     |
| O       | 1900    | SIG        | 1           | 10381          | 92361               | 8700      | 4500           |             |             |      | Emil Scheller, Zürich                           |

### Säuretopfwagen
| Gattung | Baujahr | Hersteller | Stück- zahl | Wagen- nummern | SBB-Nummern ab 1902 | LüP in mm | Radstand in mm | Leer- masse | Lade- masse | Bild | Anmerkungen           |
| ------- | ------- | ---------- | ----------- | -------------- | ------------------- | --------- | -------------- | ----------- | ----------- | ---- | --------------------- |
| O       | 1897    | SIG        | 1           | 2762           | 93002               | 9370      | 4500           |             |             |      | Emil Scheller, Zürich |

### Bierwagen
| Gattung | Baujahr | Hersteller | Stück- zahl | Wagen- nummern     | SBB-Nummern ab 1902   | LüP in mm | Radstand in mm | Leer- masse | Lade- masse | Bild | Anmerkungen                                                |
| ------- | ------- | ---------- | ----------- | ------------------ | --------------------- | --------- | -------------- | ----------- | ----------- | ---- | ---------------------------------------------------------- |
| OK      | 1893    | SIG        | 1           | 2520 ab 1897:10044 | 90572 ab 1924: 516312 | 7560      | 3500           | 9,7 t       | 10 t        |      | Feldschlösschen Wagen war 1998 noch im Besitz der Brauerei |
| OK      | 1893    | SIG        | 4           | 2521–2524          |                       | 7560      | 3500           | 9,7 t       | 10 t        |      | Brasserie du Saumon                                        |
| OG1     | 1898    | SIG        | 5           | 10055–10059        | 90575–90579           | 7560      | 4400           |             |             |      | Feldschlösschen                                            |
| OG1     | 1899    | SIG        | 1           | 10064              | ab 1924: 516324       | 7560      | 4400           |             |             |      | Feldschlösschen                                            |